# 安全性優良事業所

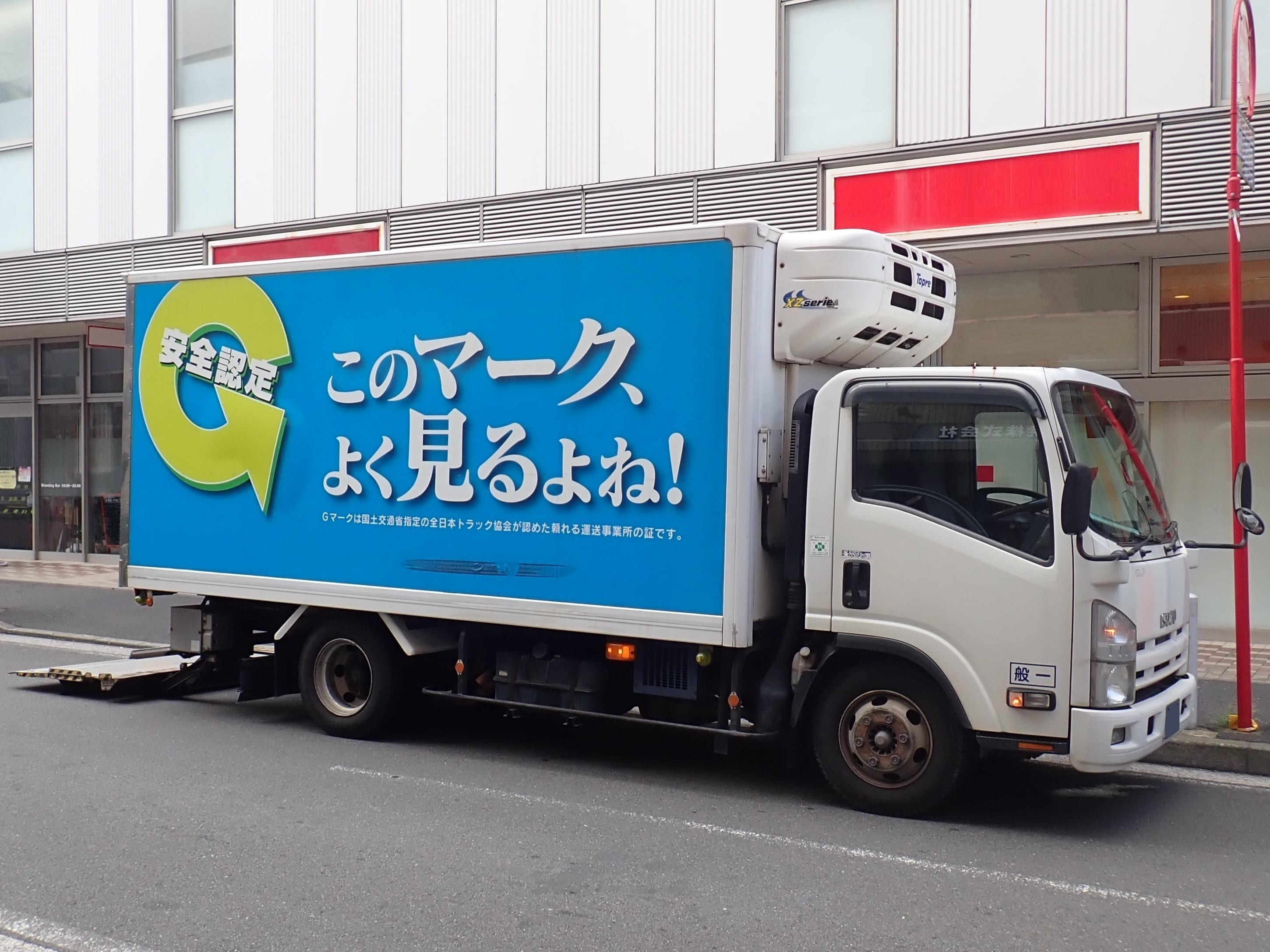
Gマークを掲示したトラック

安全性優良事業所（あんぜんせいゆうりょうじぎょうしょ）とは、貨物自動車運送事業者（トラック運送会社）の安全性を評価し広く公表するために、全国貨物自動車運送適正化事業実施機関に指定されている社団法人全日本トラック協会が国土交通省と協議の上2003年より実施している認定制度。認定ステッカーに大きく『G』と書かれることから『Gマーク』と呼ぶ事もある。

## 概要
荷主企業や一般消費者がより安全性が高く、安心して利用できるトラック運送事業者を選びやすくするとともに、トラック運送事業者全体の安全性向上に対する意識を高揚するため、トラック運送事業者の安全性を正当に評価、認定し、公表している。
安全性優良事業所に認定されると認定証の交付を受けるとともに認定マーク及び認定ステッカーを「安全性優良事業所」の証として使用することが認められる。認定マーク及び認定ステッカーは通常、事業用自動車にステッカーとして貼付することになっているが、義務付けられてはいないため貼付していない場合もある。認定は会社（法人）単位に与えられるものではなく、事業所（＝貨物自動車運送事業法に規定される営業所）単位で与えられる。
ステッカーの『G』の由来は、good（良い）とglory（栄光）など。
最初の認定後10年間無事故（自動車事故報告規則に規定される国土交通省への報告対象事故を引き起こしていない場合）で認定を継続した場合、認定事業所が運輸支局長による表彰の対象となる。また、運輸支局長の表彰を受けた後、翌年まで無事故と認定が継続された場合は、地方運輸局長による表彰の対象となる。

## 有効期限
安全性優良事業所の認定の有効期間は従来一律2年間であったが、2007年の認定基準改正より初回認定時は2年、1回目の更新で3年、2回目以降の更新で4年と有効期間が延長された。認定期間は認定された翌年の1月1日から有効期間満了年の12月31日まで。
また、国土交通省が貨物自動車運送事業者に対して行う行政処分の付加点数について通常は累積期間が3年であるが、安全性優良事業所においては処分日から過去2年間に違反点数の付与がない場合累積期間が2年に短縮されるという特典がある。